# 応用電機
応用電機株式会社（おうようでんきかぶしきがいしゃ）は、京都府城陽市平川中道表に本社機能を持つ、測量機器や医用機器などの開発や、製造を行う会社である。

## 概要
1960年（昭和35年）1月に創立された。2020年（令和2年）6月末時点で、従業員は653名であり、そのうち正社員は407名である。登記上の本店所在地は、京都府京都市左京区八瀬近衛町402番地となっている。本社である京都工場がある京都事業部の他、熊本事業部や浜松事業部、相模原事業部、名古屋事業部がある。また子会社として、板金加工専門工場である応用板金株式会社、機械加工専門工場であるイーテック・プレシジョン株式会社、カートナーやラベラーなどの、各種包装機械の開発や設計を行う、田村機械工業株式会社がある。

## 沿革
- 1960年（昭和35年）1月、京都市上京区で創立し、電子機器の組立を始める。
- 1967年（昭和42年）3月、京都市左京区八瀬近衛町に本社工場を開設。
- 1985年（昭和60年）11月、京都府城陽市に現在の京都工場にあたる、城陽工場を開設。
- 1989年（平成元年）12月、京都市伏見区に板金加工、製造を行う機械事業部を開設。
- 1991年（平成3年）10月、熊本県菊池市に熊本工場を開設。
- 2001年（平成13年）3月、応用板金株式会社と応用精工株式会社を設立。
- 2001年（平成13年）11月、本社機能を城陽工場に移転する。
- 2005年（平成17年）6月、応用精工がイーテック・プレシジョンに社名を変更する。
- 2007年（平成19年）11月、静岡県浜松市に浜松工場を開設。
- 2009年（平成21年）11月、超音波骨密度計LD-100が、厚生労働省より医療機器の、製造販売承認を得る。
- 2015年（平成27年）5月、ソーマ・テクノ・ワークスを合併し、相模原事業部を発足する。
- 2016年（平成28年）3月、京都工場と熊本工場で新棟が完成する。
- 2020年（令和2年）12月、三電社を合併し、名古屋事業部を発足する。